# Молодіжна збірна України з футболу
Молодіжна збірна України з футболу — національна футбольна збірна України гравців віком до 21 року (U-21), яка підпорядкована Українській асоціації футболу. Віцечемпіон молодіжного чемпіонату Європи 2006, бронзовий призер молодіжного чемпіонату Європи 2023.

## Досягнення
- Молодіжний чемпіонат Європи:

 Віцечемпіон: 2006
 Бронзовий призер: 2023
- Міжнародний турнір пам'яті Валерія Лобановського:

 Переможець (2): 2009, 2019
 Срібний призер (4): 2011, 2013, 2015, 2017
 Бронзовий призер (5): 2006, 2007, 2008, 2016, 2021

## Виступи на чемпіонатах Європи
| Молодіжний чемпіонат Європи | Молодіжний чемпіонат Європи                                                        | Молодіжний чемпіонат Європи                                                        | Молодіжний чемпіонат Європи                                                        | Молодіжний чемпіонат Європи                                                        | Молодіжний чемпіонат Європи                                                        | Молодіжний чемпіонат Європи                                                        | Молодіжний чемпіонат Європи                                                        | Молодіжний чемпіонат Європи                                                        |                                                                                    | Кваліфікація на Молодіжний чемпіонат Європи                                        | Кваліфікація на Молодіжний чемпіонат Європи                                        | Кваліфікація на Молодіжний чемпіонат Європи                                        | Кваліфікація на Молодіжний чемпіонат Європи                                        | Кваліфікація на Молодіжний чемпіонат Європи                                        | Кваліфікація на Молодіжний чемпіонат Європи                                        | Кваліфікація на Молодіжний чемпіонат Європи |
| Рік                         | Стадія                                                                             | Місце                                                                              | Ігри                                                                               | В                                                                                  | Н                                                                                  | П                                                                                  | ЗГ                                                                                 | ПГ                                                                                 | Місце в групі                                                                      | Ігри                                                                               | В                                                                                  | Н                                                                                  | П                                                                                  | ЗГ                                                                                 | ПГ                                                                                 |                                             |
| --------------------------- | ---------------------------------------------------------------------------------- | ---------------------------------------------------------------------------------- | ---------------------------------------------------------------------------------- | ---------------------------------------------------------------------------------- | ---------------------------------------------------------------------------------- | ---------------------------------------------------------------------------------- | ---------------------------------------------------------------------------------- | ---------------------------------------------------------------------------------- | ---------------------------------------------------------------------------------- | ---------------------------------------------------------------------------------- | ---------------------------------------------------------------------------------- | ---------------------------------------------------------------------------------- | ---------------------------------------------------------------------------------- | ---------------------------------------------------------------------------------- | ---------------------------------------------------------------------------------- | ------------------------------------------- |
| 1960–1992                   | не брала участі, оскільки УРСР була частиною СРСР і не мала збірної, визнаної ФІФА | не брала участі, оскільки УРСР була частиною СРСР і не мала збірної, визнаної ФІФА | не брала участі, оскільки УРСР була частиною СРСР і не мала збірної, визнаної ФІФА | не брала участі, оскільки УРСР була частиною СРСР і не мала збірної, визнаної ФІФА | не брала участі, оскільки УРСР була частиною СРСР і не мала збірної, визнаної ФІФА | не брала участі, оскільки УРСР була частиною СРСР і не мала збірної, визнаної ФІФА | не брала участі, оскільки УРСР була частиною СРСР і не мала збірної, визнаної ФІФА | не брала участі, оскільки УРСР була частиною СРСР і не мала збірної, визнаної ФІФА | не брала участі, оскільки УРСР була частиною СРСР і не мала збірної, визнаної ФІФА | не брала участі, оскільки УРСР була частиною СРСР і не мала збірної, визнаної ФІФА | не брала участі, оскільки УРСР була частиною СРСР і не мала збірної, визнаної ФІФА | не брала участі, оскільки УРСР була частиною СРСР і не мала збірної, визнаної ФІФА | не брала участі, оскільки УРСР була частиною СРСР і не мала збірної, визнаної ФІФА | не брала участі, оскільки УРСР була частиною СРСР і не мала збірної, визнаної ФІФА | не брала участі, оскільки УРСР була частиною СРСР і не мала збірної, визнаної ФІФА |                                             |
| 1994                        | не брала участі                                                                    | не брала участі                                                                    | не брала участі                                                                    | не брала участі                                                                    | не брала участі                                                                    | не брала участі                                                                    | не брала участі                                                                    | не брала участі                                                                    | не брала участі                                                                    | не брала участі                                                                    | не брала участі                                                                    | не брала участі                                                                    | не брала участі                                                                    | не брала участі                                                                    | не брала участі                                                                    |                                             |
| 1996                        | не пройшла кваліфікацію                                                            | не пройшла кваліфікацію                                                            | не пройшла кваліфікацію                                                            | не пройшла кваліфікацію                                                            | не пройшла кваліфікацію                                                            | не пройшла кваліфікацію                                                            | не пройшла кваліфікацію                                                            | не пройшла кваліфікацію                                                            | 2 (Група 4)                                                                        | 10                                                                                 | 6                                                                                  | 2                                                                                  | 2                                                                                  | 24                                                                                 | 12                                                                                 |                                             |
| 1998                        | не пройшла кваліфікацію                                                            | не пройшла кваліфікацію                                                            | не пройшла кваліфікацію                                                            | не пройшла кваліфікацію                                                            | не пройшла кваліфікацію                                                            | не пройшла кваліфікацію                                                            | не пройшла кваліфікацію                                                            | не пройшла кваліфікацію                                                            | 2 (Група 9)                                                                        | 8                                                                                  | 5                                                                                  | 1                                                                                  | 2                                                                                  | 14                                                                                 | 4                                                                                  |                                             |
| 2000                        | не пройшла кваліфікацію                                                            | не пройшла кваліфікацію                                                            | не пройшла кваліфікацію                                                            | не пройшла кваліфікацію                                                            | не пройшла кваліфікацію                                                            | не пройшла кваліфікацію                                                            | не пройшла кваліфікацію                                                            | не пройшла кваліфікацію                                                            | 3 (Група 4)                                                                        | 8                                                                                  | 3                                                                                  | 2                                                                                  | 3                                                                                  | 16                                                                                 | 12                                                                                 |                                             |
| 2002                        | не пройшла кваліфікацію                                                            | не пройшла кваліфікацію                                                            | не пройшла кваліфікацію                                                            | не пройшла кваліфікацію                                                            | не пройшла кваліфікацію                                                            | не пройшла кваліфікацію                                                            | не пройшла кваліфікацію                                                            | не пройшла кваліфікацію                                                            | 1 (Група 5, плей-оф)                                                               | 12                                                                                 | 6                                                                                  | 1                                                                                  | 5                                                                                  | 16                                                                                 | 17                                                                                 |                                             |
| 2004                        | не пройшла кваліфікацію                                                            | не пройшла кваліфікацію                                                            | не пройшла кваліфікацію                                                            | не пройшла кваліфікацію                                                            | не пройшла кваліфікацію                                                            | не пройшла кваліфікацію                                                            | не пройшла кваліфікацію                                                            | не пройшла кваліфікацію                                                            | 3 (Група 6)                                                                        | 8                                                                                  | 2                                                                                  | 5                                                                                  | 1                                                                                  | 8                                                                                  | 5                                                                                  |                                             |
| 2006                        | Віцечемпіон                                                                        | 2                                                                                  | 5                                                                                  | 2                                                                                  | 1                                                                                  | 2                                                                                  | 4                                                                                  | 6                                                                                  | 2 (Група 2, плей-оф)                                                               | 14                                                                                 | 8                                                                                  | 2                                                                                  | 4                                                                                  | 27                                                                                 | 11                                                                                 |                                             |
| 2007                        | не пройшла кваліфікацію                                                            | не пройшла кваліфікацію                                                            | не пройшла кваліфікацію                                                            | не пройшла кваліфікацію                                                            | не пройшла кваліфікацію                                                            | не пройшла кваліфікацію                                                            | не пройшла кваліфікацію                                                            | не пройшла кваліфікацію                                                            | 2 (Група 12)                                                                       | 2                                                                                  | 1                                                                                  | 0                                                                                  | 1                                                                                  | 2                                                                                  | 4                                                                                  |                                             |
| 2009                        | не пройшла кваліфікацію                                                            | не пройшла кваліфікацію                                                            | не пройшла кваліфікацію                                                            | не пройшла кваліфікацію                                                            | не пройшла кваліфікацію                                                            | не пройшла кваліфікацію                                                            | не пройшла кваліфікацію                                                            | не пройшла кваліфікацію                                                            | 2 (Група 2)                                                                        | 8                                                                                  | 5                                                                                  | 0                                                                                  | 3                                                                                  | 16                                                                                 | 7                                                                                  |                                             |
| 2011                        | Груповий етап                                                                      | 8                                                                                  | 3                                                                                  | 0                                                                                  | 1                                                                                  | 2                                                                                  | 1                                                                                  | 5                                                                                  | 1 (Група 8, плей-оф)                                                               | 10                                                                                 | 5                                                                                  | 4                                                                                  | 1                                                                                  | 16                                                                                 | 8                                                                                  |                                             |
| 2013                        | не пройшла кваліфікацію                                                            | не пройшла кваліфікацію                                                            | не пройшла кваліфікацію                                                            | не пройшла кваліфікацію                                                            | не пройшла кваліфікацію                                                            | не пройшла кваліфікацію                                                            | не пройшла кваліфікацію                                                            | не пройшла кваліфікацію                                                            | 3 (Група 2)                                                                        | 10                                                                                 | 5                                                                                  | 2                                                                                  | 3                                                                                  | 21                                                                                 | 10                                                                                 |                                             |
| 2015                        | не пройшла кваліфікацію                                                            | не пройшла кваліфікацію                                                            | не пройшла кваліфікацію                                                            | не пройшла кваліфікацію                                                            | не пройшла кваліфікацію                                                            | не пройшла кваліфікацію                                                            | не пройшла кваліфікацію                                                            | не пройшла кваліфікацію                                                            | 2 (Група 5, плей-оф)                                                               | 10                                                                                 | 6                                                                                  | 1                                                                                  | 3                                                                                  | 20                                                                                 | 13                                                                                 |                                             |
| 2017                        | не пройшла кваліфікацію                                                            | не пройшла кваліфікацію                                                            | не пройшла кваліфікацію                                                            | не пройшла кваліфікацію                                                            | не пройшла кваліфікацію                                                            | не пройшла кваліфікацію                                                            | не пройшла кваліфікацію                                                            | не пройшла кваліфікацію                                                            | 4 (Група 3)                                                                        | 10                                                                                 | 4                                                                                  | 2                                                                                  | 4                                                                                  | 14                                                                                 | 12                                                                                 |                                             |
| 2019                        | не пройшла кваліфікацію                                                            | не пройшла кваліфікацію                                                            | не пройшла кваліфікацію                                                            | не пройшла кваліфікацію                                                            | не пройшла кваліфікацію                                                            | не пройшла кваліфікацію                                                            | не пройшла кваліфікацію                                                            | не пройшла кваліфікацію                                                            | 3 (Група 4)                                                                        | 10                                                                                 | 5                                                                                  | 2                                                                                  | 3                                                                                  | 18                                                                                 | 12                                                                                 |                                             |
| 2021                        | не пройшла кваліфікацію                                                            | не пройшла кваліфікацію                                                            | не пройшла кваліфікацію                                                            | не пройшла кваліфікацію                                                            | не пройшла кваліфікацію                                                            | не пройшла кваліфікацію                                                            | не пройшла кваліфікацію                                                            | не пройшла кваліфікацію                                                            | 3 (Група 8)                                                                        | 10                                                                                 | 5                                                                                  | 1                                                                                  | 4                                                                                  | 17                                                                                 | 11                                                                                 |                                             |
| 2023                        | Півфінал                                                                           | 3                                                                                  | 5                                                                                  | 3                                                                                  | 1                                                                                  | 1                                                                                  | 9                                                                                  | 8                                                                                  | 2 (Група H, плей-оф)                                                               | 12                                                                                 | 8                                                                                  | 2                                                                                  | 2                                                                                  | 25                                                                                 | 14                                                                                 |                                             |
| 2025                        | Груповий етап                                                                      | 9                                                                                  | 3                                                                                  | 1                                                                                  | 0                                                                                  | 2                                                                                  | 4                                                                                  | 5                                                                                  | 2 (Група F)                                                                        | 10                                                                                 | 8                                                                                  | 0                                                                                  | 2                                                                                  | 20                                                                                 | 7                                                                                  |                                             |
| Усього                      | Віцечемпіон                                                                        | 4/16                                                                               | 16                                                                                 | 6                                                                                  | 3                                                                                  | 7                                                                                  | 18                                                                                 | 24                                                                                 | Усього                                                                             | 152                                                                                | 82                                                                                 | 27                                                                                 | 43                                                                                 | 274                                                                                | 159                                                                                |                                             |

## Матчі

### Останні матчі
| 11 жовтня 2024 21:45 Кваліфікація МЧЄ 2025 |

| Англія            | 2:1      | Україна     |
| ----------------- | -------- | ----------- |
| Макаті 88', 90+2' | Протокол | Михавко 70' |

| Дін Курт, Борнмут (Англія) Глядачів: 9858 |

| 15 жовтня 2024 21:30 Кваліфікація МЧЄ 2025 |

| Сербія      | 1:0      | Україна |
| ----------- | -------- | ------- |
| Алексич 21' | Протокол |         |

| Спортивний центр ФСС, Стара Пазова (Сербія) Глядачів: 214 |

| 15 листопада 2024 19:30 Товариський матч |

| Португалія                                  | 3:3      | Україна                                 |
| ------------------------------------------- | -------- | --------------------------------------- |
| Родрігіш 17' Фернандіш 38' Батагов 44' (аг) | Протокол | Батагов 4' (пен.), 86' Хлань 56' (пен.) |

| Алверка, Алверка-ду-Рібатежу (Португалія) |

| 19 листопада 2024 19:15 Товариський матч |

| Італія                   | 2:2      | Україна                    |
| ------------------------ | -------- | -------------------------- |
| Фаббіан 26' Еспозіто 45' | Протокол | Квасниця 28' Краснопір 83' |

| Альберто Пікко, Ла-Спеція (Італія) Глядачів: 4120 |

| 21 березня 2025 18:00 Товариський матч |

| Україна      | 1:1      | Словенія |
| ------------ | -------- | -------- |
| Велетень 15' | Протокол | Бегіч 5' |

| Белліс Делюкс, Белек ( Туреччина) |

| 25 березня 2025 16:00 Товариський матч |

| Польща                                  | 3:2      | Україна          |
| --------------------------------------- | -------- | ---------------- |
| Влодарчик 49' Форнальчик 78' Шимчак 89' | Протокол | В'юнник 19', 67' |

| Белліс Делюкс, Белек ( Туреччина) |

| 6 червня 2025 Товариський матч |

| Іспанія | 0:1      | Україна        |
| ------- | -------- | -------------- |
|         | Протокол | Квасниця 90+2' |

| Санто Домінго, Алькоркон (Іспанія) |

| 12 червня 2025 19:00 МЧЄ 2025 |

| Україна                 | 2:3      | Данія                           |
| ----------------------- | -------- | ------------------------------- |
| Волошин 22' Брагару 78' | Протокол | Бішофф 63' Бевінг 81' Осула 85' |

| Татран, Пряшів ( Словаччина) Глядачів: 5458 |

| 15 червня 2025 19:00 МЧЄ 2025 |

| Фінляндія | 0:2      | Україна                                 |
| --------- | -------- | --------------------------------------- |
|           | Протокол | Ванат 28' Брагару 49' Бражко 55', 90+1' |

| Футбольна арена Кошиці, Кошиці ( Словаччина) Глядачів: 8636 |

| 18 червня 2025 19:00 МЧЄ 2025 |

| Нідерланди                           | 2:0      | Україна |
| ------------------------------------ | -------- | ------- |
| Валенте 34' ван Берген 79' Регер 81' | Протокол |         |

| Татран, Пряшів ( Словаччина) Глядачів: 5216 |

### Заплановані матчі
| 5 вересня 2025 Кваліфікація МЧЄ 2027 |

| Литва | —        | Україна |
| ----- | -------- | ------- |
|       | Протокол |         |

|  |

| 10 жовтня 2025 Кваліфікація МЧЄ 2027 |

| Україна | —        | Угорщина |
| ------- | -------- | -------- |
|         | Протокол |          |

|  |

| 14 листопада 2025 Кваліфікація МЧЄ 2027 |

| Туреччина | —        | Україна |
| --------- | -------- | ------- |
|           | Протокол |         |

|  |

## Тренерський штаб
| Посада                     | Ім'я             |
| -------------------------- | ---------------- |
| Головний тренер            | Унаї Мельгоса    |
| Помічник головного тренера | Кирило Мазур     |
| Помічник головного тренера | Віталій Вернидуб |
| Тренер воротарів           | Віталій Рева     |
| Тренер із фізпідготовки    | Андрій Шабалін   |

## Поточний склад
На молодіжному чемпіонаті Європи 2025 мали право грати футболісти, народжені не раніше 1 січня 2002 року. Гравці, імена яких виділені жирним шрифтом, виступали за національну збірну України.
Заявка збірної на молодіжний чемпіонат Європи 2025, що відбувся в червні 2025 року. Кількість ігор і голів за молодіжну збірну наведені станом на 19 червня 2025 року після матчу проти Нідерландів.
| №  | Поз. | Гравець                          | Дата народження (вік)     | Ігри | Голи | Клуб                     |
| -- | ---- | -------------------------------- | ------------------------- | ---- | ---- | ------------------------ |
| 1  | ВР   | Руслан Нещерет                   | 22 січня 2002 (23 роки)   | 28   | −28  | «Динамо» (Київ)          |
| 12 | ВР   | Георгій Єрмаков                  | 28 березня 2002 (23 роки) | 3    | −6   | «Олександрія»            |
| 23 | ВР   | Владислав Крапивцов              | 25 червня 2005 (20 років) | 0    | −0   | «Жирона»                 |
|    |      |                                  |                           |      |      |                          |
| 16 | ЗХ   | Арсеній Батагов (віце-капітан)   | 5 березня 2002 (23 роки)  | 39   | 3    | «Трабзонспор» (Трабзон)  |
| 2  | ЗХ   | Костянтин Вівчаренко             | 10 червня 2002 (23 роки)  | 33   | 2    | «Динамо» (Київ)          |
| 13 | ЗХ   | Володимир Салюк                  | 25 червня 2002 (23 роки)  | 17   | 0    | «Металіст 1925» (Харків) |
| 15 | ЗХ   | Віталій Роман                    | 15 квітня 2003 (22 роки)  | 16   | 1    | «Рух» (Львів)            |
| 5  | ЗХ   | Артем Смоляков                   | 29 травня 2003 (22 роки)  | 11   | 0    | «Лос-Анджелес»           |
| 3  | ЗХ   | Ілля Крупський                   | 2 жовтня 2004 (20 років)  | 10   | 0    | «Металіст 1925» (Харків) |
| 14 | ЗХ   | Едуард Козік                     | 19 квітня 2003 (22 роки)  | 8    | 0    | «Колос» (Ковалівка)      |
| 4  | ЗХ   | Тарас Михавко                    | 30 травня 2005 (20 років) | 6    | 1    | «Динамо» (Київ)          |
|    |      |                                  |                           |      |      |                          |
| 21 | ПЗ   | Максим Брагару                   | 21 липня 2002 (22 роки)   | 33   | 4    | «Динамо» (Київ)          |
| 8  | ПЗ   | Олег Очеретько                   | 25 травня 2003 (22 роки)  | 29   | 4    | «Карпати» (Львів)        |
| 6  | ПЗ   | Володимир Бражко (капітан)       | 23 січня 2002 (23 роки)   | 26   | 2    | «Динамо» (Київ)          |
| 22 | ПЗ   | Валентин Рубчинський             | 15 лютого 2002 (23 роки)  | 19   | 1    | «Динамо» (Київ)          |
| 7  | ПЗ   | Ілля Квасниця                    | 20 березня 2003 (22 роки) | 17   | 4    | «Карпати» (Львів)        |
| 17 | ПЗ   | Єгор Ярмолюк (2-ий віце-капітан) | 1 березня 2004 (21 рік)   | 17   | 1    | «Брентфорд» (Лондон)     |
| 9  | ПЗ   | Назар Волошин                    | 17 червня 2003 (22 роки)  | 16   | 5    | «Динамо» (Київ)          |
| 18 | ПЗ   | Олександр Яцик                   | 3 січня 2003 (22 роки)    | 10   | 1    | «Зоря» (Луганськ)        |
| 20 | ПЗ   | Владислав Велетень               | 1 жовтня 2002 (22 роки)   | 6    | 1    | «Колос» (Ковалівка)      |
| 19 | ПЗ   | Антон Царенко                    | 17 червня 2004 (21 рік)   | 6    | 0    | «Лехія» (Гданськ)        |
|    |      |                                  |                           |      |      |                          |
| 10 | НП   | Богдан В'юнник                   | 21 травня 2002 (23 роки)  | 36   | 8    | «Лехія» (Гданськ)        |
| 11 | НП   | Владислав Ванат                  | 4 січня 2002 (23 роки)    | 16   | 5    | «Динамо» (Київ)          |

### Останні виклики
Наступні гравці викликалися до молодіжної збірної протягом останніх 12 місяців.
| Поз. | Гравець            | Дата народження (вік)        | Ігри | Голи | Клуб                    | Останній виклик                    |
| ---- | ------------------ | ---------------------------- | ---- | ---- | ----------------------- | ---------------------------------- |
| ВР   | Денис Вакулик      | 8 травня 2005 (20 років)     | 0    | −0   | «Акрітас Хлоракас»      | Польща, 25 березня 2025            |
| ВР   | Ілля Попович       | 30 листопада 2005 (19 років) | 0    | −0   | «Кішварда»              | Словенія, 21 березня 2025 ВИБ      |
| ВР   | Іван Пахолюк       | 27 квітня 2004 (21 рік)      | 0    | −0   | «Колос» (Ковалівка)     | Італія, 19 листопада 2024          |
| ВР   | Дмитро Ледвій      | 26 серпня 2003 (21 рік)      | 0    | −0   | «Рух» (Львів)           | Сербія, 15 жовтня 2024             |
| ВР   | Кирило Фесюн       | 7 серпня 2002 (22 роки)      | 7    | −7   | «Шахтар» (Донецьк)      | Північна Ірландія, 10 вересня 2024 |
| ВР   | Яків Кінарейкін    | 22 жовтня 2003 (21 рік)      | 2    | −0   | «Карпати» (Львів)       | Північна Ірландія, 10 вересня 2024 |
|      |                    |                              |      |      |                         |                                    |
| ЗХ   | Роман Дідик        | 2 грудня 2002 (22 роки)      | 3    | 0    | «Рух» (Львів)           | Іспанія, 6 червня 2025             |
| ЗХ   | Микола Огарков     | 18 лютого 2005 (20 років)    | 2    | 0    | «Шахтар» (Донецьк) U-19 | Польща, 25 березня 2025            |
| ЗХ   | Олексій Гусєв      | 16 березня 2005 (20 років)   | 1    | 0    | «Зоря» (Луганськ)       | Італія, 19 листопада 2024          |
| ЗХ   | Іван Єрмачков      | 8 червня 2005 (20 років)     | 0    | 0    | «Вердер-2» (Бремен)     | Сербія, 15 жовтня 2024             |
|      |                    |                              |      |      |                         |                                    |
| ПЗ   | Іван Варфоломєєв   | 24 березня 2004 (21 рік)     | 7    | 0    | «Слован» (Ліберець)     | Іспанія, 6 червня 2025             |
| ПЗ   | Борис Крушинський  | 10 травня 2002 (23 роки)     | 3    | 0    | «Полісся» (Житомир)     | Іспанія, 6 червня 2025             |
| ПЗ   | Максим Хлань       | 27 січня 2003 (22 роки)      | 13   | 1    | «Лехія» (Гданськ)       | Польща, 25 березня 2025            |
| ПЗ   | Денис Кузик        | 18 вересня 2002 (22 роки)    | 7    | 0    | «Кривбас» (Кривий Ріг)  | Польща, 25 березня 2025            |
| ПЗ   | Олег Федор         | 23 липня 2004 (20 років)     | 6    | 0    | «Карпати» (Львів)       | Польща, 25 березня 2025            |
| ПЗ   | Максим Мельниченко | 12 лютого 2005 (20 років)    | 6    | 0    | «Полісся» (Житомир)     | Італія, 19 листопада 2024          |
| ПЗ   | Ярослав Карабін    | 19 листопада 2002 (22 роки)  | 0    | 0    | «Рух» (Львів)           | Північна Ірландія, 10 вересня 2024 |
|      |                    |                              |      |      |                         |                                    |
| НП   | Ігор Краснопір     | 1 грудня 2002 (22 роки)      | 16   | 3    | «Карпати» (Львів)       | Польща, 25 березня 2025            |
| НП   | Ігор Горбач        | 27 травня 2004 (21 рік)      | 6    | 0    | «Зоря» (Луганськ)       | Італія, 19 листопада 2024          |

Примітки
- УШК — вибув з поточного складу через ушкодження
- ВИБ — вибув зі складу через причини, не пов’язані з ушкодженням
- РЕЗ — резервний склад: замінює гравця збірної в разі його ушкодження тощо

## Головні тренери
| Тренер               | Період роботи        | Ігри | Перемоги | Нічиї | Поразки | ЗГ | ПГ | % набраних очок |
| -------------------- | -------------------- | ---- | -------- | ----- | ------- | -- | -- | --------------- |
| Володимир Мунтян     | 1992–1994, 2008      | 20   | 8        | 7     | 5       | 25 | 21 | 51,67 %         |
| Віктор Колотов       | 1995–1996, 1998–1999 | 19   | 9        | 5     | 5       | 49 | 26 | 56,14 %         |
| Олександр Іщенко     | 1996–1997            | 11   | 7        | 2     | 2       | 19 | 6  | 69,69 %         |
| Володимир Онищенко   | 1999–2001            | 21   | 9        | 3     | 9       | 23 | 31 | 47,62 %         |
| Анатолій Крощенко    | 2001–2002            | 10   | 1        | 6     | 3       | 10 | 12 | 30,00 %         |
| Павло Яковенко       | 2002–2004, 2008–2012 | 51   | 23       | 17    | 11      | 73 | 49 | 56,21 %         |
| Геннадій Литовченко  | 2003–2004            | 2    | 2        | 0     | 0       | 4  | 1  | 100,00 %        |
| Олексій Михайличенко | 2004–2007            | 41   | 21       | 6     | 14      | 71 | 46 | 56,09 %         |
| Сергій Ковалець      | 2013–2015            | 47   | 26       | 8     | 13      | 94 | 50 | 60,99 %         |
| Олександр Головко    | 2015–2018            | 25   | 13       | 7     | 5       | 49 | 34 | 61,3 %          |
| Руслан Ротань        | 2019–2023            | 47   | 23       | 12    | 12      | 79 | 55 | 57,45 %         |
| Унаї Мельгоса        | 2023–т. ч.           | 20   | 11       | 3     | 6       | 34 | 23 | 60 %            |

## Рекордсмени

### Гравці, що провели найбільше ігор
Станом на 19 червня 2025 року
| №    | Гравець              | Період виступів | Ігри |
| ---- | -------------------- | --------------- | ---- |
| 1    | Арсеній Батагов      | 2020–2025       | 39   |
| 2–3  | Руслан Бабенко       | 2011–2014       | 36   |
| 2–3  | Богдан В'юнник       | 2021–2025       | 36   |
| 4–5  | Максим Брагару       | 2021–2025       | 33   |
| 4–5  | Костянтин Вівчаренко | 2021–2025       | 33   |
| 6–7  | Артем Мілевський     | 2003–2006       | 31   |
| 6–7  | Олександр Сваток     | 2014–2016       | 31   |
| 8–10 | Олександр Алієв      | 2003–2006       | 30   |
| 8–10 | Олександр Яценко     | 2003–2006       | 30   |
| 8–10 | Сергій Кривцов       | 2009–2012       | 30   |

### Бомбардири
Станом на 19 червня 2025 року
| №  | Гравець            | Період виступів | Ігри | Голи |
| -- | ------------------ | --------------- | ---- | ---- |
| 1  | Пилип Будківський  | 2011–2014       | 25   | 18   |
| 2  | Данило Сікан       | 2019–2023       | 19   | 9    |
| 3  | Олександр Алієв    | 2003–2006       | 30   | 8    |
| 4  | Богдан В'юнник     | 2021–2025       | 36   | 8    |
| 5  | Андрій Тотовицький | 2014            | 11   | 7    |
| 6  | Назарій Русин      | 2018–2020       | 13   | 7    |
| 7  | Сергій Ребров      | 1993–1995       | 17   | 7    |
| 8  | Артем Бєсєдін      | 2015–2016       | 19   | 7    |
| 9  | Руслан Фомін       | 2005–2008       | 20   | 7    |
| 10 | Олексій Бєлік      | 2000–2003       | 28   | 7    |
| 11 | Артем Мілевський   | 2003–2006       | 31   | 7    |

## Суперники
Станом на 19 червня 2025 року.
|  | Позитивний баланс (більше виграшів) |
|  | Нейтральний баланс                  |
|  | Негативний баланс (більше поразок)  |

| Суперник           | Конфедерація | Ігри | В   | Н  | П  | ЗГ  | ПГ  | РГ   |
| ------------------ | ------------ | ---- | --- | -- | -- | --- | --- | ---- |
| Австрія            | УЄФА         | 3    | 1   | 1  | 1  | 2   | 2   | 0    |
| Азербайджан        | УЄФА         | 4    | 2   | 1  | 1  | 6   | 3   | +3   |
| Албанія            | УЄФА         | 7    | 6   | 1  | 0  | 17  | 2   | +15  |
| Англія             | УЄФА         | 6    | 1   | 1  | 4  | 6   | 11  | -5   |
| Андорра            | УЄФА         | 2    | 2   | 0  | 0  | 7   | 0   | +7   |
| Бахрейн            | АФК          | 1    | 1   | 0  | 0  | 4   | 3   | +1   |
| Бельгія            | УЄФА         | 4    | 2   | 1  | 1  | 8   | 5   | +3   |
| Білорусь           | УЄФА         | 14   | 6   | 6  | 2  | 19  | 12  | +7   |
| Болгарія           | УЄФА         | 6    | 2   | 0  | 4  | 10  | 11  | -1   |
| Вірменія           | УЄФА         | 12   | 10  | 2  | 0  | 35  | 4   | +31  |
| Греція             | УЄФА         | 8    | 5   | 3  | 0  | 11  | 2   | +9   |
| Грузія             | УЄФА         | 12   | 5   | 5  | 2  | 29  | 13  | +16  |
| Данія              | УЄФА         | 13   | 4   | 4  | 5  | 18  | 20  | -2   |
| Естонія            | УЄФА         | 5    | 3   | 2  | 0  | 13  | 5   | +8   |
| Єгипет             | КАФ          | 1    | 1   | 0  | 0  | 3   | 1   | +2   |
| Ізраїль            | УЄФА         | 10   | 4   | 5  | 1  | 9   | 8   | +1   |
| Іран               | АФК          | 5    | 2   | 2  | 1  | 10  | 7   | +3   |
| Ірландія           | УЄФА         | 1    | 0   | 1  | 0  | 2   | 2   | 0    |
| Ісландія           | УЄФА         | 5    | 3   | 0  | 2  | 13  | 10  | +3   |
| Іспанія            | УЄФА         | 7    | 2   | 2  | 3  | 6   | 13  | -7   |
| Італія             | УЄФА         | 7    | 1   | 1  | 5  | 6   | 11  | -5   |
| Казахстан          | УЄФА         | 4    | 4   | 0  | 0  | 9   | 2   | +7   |
| Киргизстан         | АФК          | 1    | 1   | 0  | 0  | 2   | 0   | +2   |
| КНР                | АФК          | 1    | 1   | 0  | 0  | 2   | 1   | +1   |
| Кіпр               | УЄФА         | 2    | 1   | 1  | 0  | 4   | 1   | +3   |
| Косово             | УЄФА         | 1    | 1   | 0  | 0  | 2   | 0   | +2   |
| Латвія             | УЄФА         | 8    | 6   | 2  | 0  | 19  | 6   | +13  |
| Литва              | УЄФА         | 11   | 6   | 3  | 2  | 23  | 14  | +9   |
| Лівія              | КАФ          | 1    | 0   | 1  | 0  | 0   | 0   | 0    |
| Ліхтенштейн        | УЄФА         | 4    | 4   | 0  | 0  | 16  | 3   | +13  |
| Люксембург         | УЄФА         | 2    | 2   | 0  | 0  | 7   | 0   | +7   |
| Мальта             | УЄФА         | 6    | 5   | 1  | 0  | 19  | 4   | +15  |
| Марокко U-23       | КАФ          | 1    | 1   | 0  | 0  | 1   | 0   | +1   |
| Молдова            | УЄФА         | 11   | 7   | 4  | 0  | 23  | 5   | +18  |
| Нідерланди         | УЄФА         | 10   | 2   | 3  | 5  | 6   | 15  | -9   |
| Німеччина          | УЄФА         | 7    | 0   | 1  | 6  | 2   | 16  | -14  |
| Норвегія           | УЄФА         | 4    | 0   | 0  | 4  | 2   | 8   | -6   |
| Південна Корея     | АФК          | 1    | 0   | 0  | 1  | 2   | 3   | -1   |
| Кувейт             | АФК          | 1    | 1   | 0  | 0  | 2   | 0   | +2   |
| Північна Ірландія  | УЄФА         | 10   | 6   | 3  | 1  | 16  | 7   | +9   |
| Північна Македонія | УЄФА         | 7    | 3   | 1  | 3  | 10  | 6   | +4   |
| Польща             | УЄФА         | 9    | 3   | 3  | 3  | 17  | 17  | 0    |
| Португалія         | УЄФА         | 6    | 3   | 1  | 2  | 6   | 6   | 0    |
| Росія              | УЄФА         | 5    | 2   | 1  | 2  | 10  | 9   | +1   |
| Румунія            | УЄФА         | 6    | 3   | 0  | 3  | 5   | 13  | -8   |
| Саудівська Аравія  | АФК          | 1    | 1   | 0  | 0  | 6   | 1   | +5   |
| Сербія             | УЄФА         | 10   | 4   | 4  | 2  | 10  | 10  | 0    |
| Сирія              | АФК          | 3    | 1   | 1  | 1  | 2   | 2   | 0    |
| Словаччина         | УЄФА         | 9    | 1   | 5  | 3  | 9   | 8   | +1   |
| Словенія           | УЄФА         | 11   | 7   | 3  | 1  | 19  | 7   | +12  |
| США                | КОНКАКАФ     | 1    | 0   | 1  | 0  | 1   | 1   | 0    |
| Таджикистан        | АФК          | 1    | 1   | 0  | 0  | 4   | 1   | +3   |
| Туреччина          | УЄФА         | 14   | 6   | 4  | 4  | 20  | 15  | +5   |
| Туркменістан       | АФК          | 1    | 1   | 0  | 0  | 5   | 0   | +5   |
| Угорщина           | УЄФА         | 2    | 1   | 0  | 1  | 3   | 5   | -2   |
| Уельс              | УЄФА         | 2    | 2   | 0  | 0  | 4   | 0   | +4   |
| Узбекистан         | АФК          | 6    | 2   | 3  | 1  | 7   | 5   | +2   |
| Фарерські острови  | УЄФА         | 2    | 2   | 0  | 0  | 5   | 0   | +5   |
| Фінляндія          | УЄФА         | 6    | 3   | 2  | 1  | 7   | 4   | +3   |
| Франція            | УЄФА         | 12   | 2   | 6  | 4  | 14  | 23  | -9   |
| Хорватія           | УЄФА         | 7    | 3   | 2  | 2  | 8   | 7   | +1   |
| Чехія              | УЄФА         | 8    | 1   | 1  | 6  | 5   | 13  | -8   |
| Чилі               | КОНМЕБОЛ     | 2    | 2   | 0  | 0  | 3   | 0   | +3   |
| Чорногорія         | УЄФА         | 2    | 2   | 0  | 0  | 4   | 2   | +2   |
| Швейцарія          | УЄФА         | 5    | 2   | 1  | 2  | 7   | 6   | +1   |
| Швеція             | УЄФА         | 3    | 1   | 0  | 2  | 7   | 3   | +4   |
| Шотландія          | УЄФА         | 5    | 3   | 2  | 0  | 13  | 5   | +8   |
| Усього             |              | 365  | 173 | 98 | 94 | 602 | 399 | +203 |

У таблиці враховано матчі проти молодіжних збірних Югославії та Сербії та Чорногорії: +1=1–1, 2–4